# Eric Money
Eric V. Money (Detroit, 6 februari 1955) is een voormalige Amerikaanse professionele basketbalspeler. Hij was point-guard, 1,86 m lang. Hij speelde zes seizoenen, van 1974 tot 1980, in de NBA bij de Detroit Pistons, New Jersey Nets en Philadelphia 76ers. Hij scoorde gemiddeld 12,2 punten per match tijdens zijn NBA-carrière.
Eric Money heeft een unieke prestatie op zijn naam staan: in één en dezelfde basketbalwedstrijd zowel voor het winnende als voor het verliezende team te hebben gespeeld én gescoord. Op 8 november 1978 speelde hij met de New York Nets tegen de Philadelphia 76ers in The Spectrum in Philadelphia. De 76ers wonnen na dubbele overtime met 137-133. Maar tijdens de derde periode werd Bernard King, een speler van de Nets, uitgesloten na een tweede technische fout. King schopte tegen een stoel op weg naar de kleedkamer en kreeg daarvoor nog een derde technische fout.
De Nets protesteerden daarna omdat volgens de reglementen van de NBA een speler of coach slechts twee technische fouten kan krijgen in een match. NBA-commissioner Larry O'Brien willigde de klacht in en beval dat de wedstrijd herspeeld moest worden vanaf het moment van uitsluiting van King, bij een stand van 84-81 in het voordeel van de 76ers in de derde periode.
De wedstrijd werd op 23 maart 1979 voortgezet. Maar ondertussen waren Eric Money en Al Skinner van de Nets naar de 76ers getransfereerd in ruil voor Harvey Catchings en Ralph Simpson. Money, Simpson en Catchings speelden op die manier voor beide teams in dezelfde match; maar enkel Eric Money scoorde zowel voor zijn oude club als voor zijn nieuwe club; hij maakte 23 punten voor de Nets en vier voor de 76ers. Uiteindelijk wonnen de 76ers toch, nu met 123-117.